# Пинер-Айгиши
Пине́р-А́йгиши (чув. Пӗнер Айкӑш) — деревня в Вурнарском районе Чувашской Республики. Входит в состав Буртасинского сельского поселения.

## География
Находится в центральной части Чувашии, на расстоянии приблизительно 13 км на запад по прямой от районного центра поселка Вурнары.

## История
Известна с 1911 года, в том же году уже было 6 дворов. В 1926 году было 18 дворов и 80 жителей. В 1939 было учтено 157 жителей, в 1979 — 93. В 2002 году было 30 дворов, в 2010 — 17 домохозяйств. В 1931 году был образован колхоз «Будённый».

## Население
Постоянное население составляло 44 человека (чуваши 100 %) в 2002 году, 38 в 2010.